# Vale Real
Vale Real egy község (município) Brazília Rio Grande do Sul államában, a Caí folyó völgyében. Népességét 2021-ben 6046 főre becsülték. Egy 2018-as felmérés szerint a társadalmi-gazdasági fejlettségi indexek tekintetében az állam legfejlettebb községe.

## Nevének eredete
A német gyarmatosítók a Kronenthal (korona-völgy) nevet adták neki. Ennek eredetére többféle magyarázat van; a leginkább kézenfekvő az, hogy a név a földrajzi elhelyezkedésre utal, ugyanis a település egy völgyben van, amelyet koronaként tizenhárom domb vesz körül. Egy másik vélemény szerint a helybeli katolikus kápolnától eredt a név, amely a Háromkirályoknak (Reis Magos) volt dedikálva. Egy helyi legenda a „korona és sír” (die Krone und das Grab) felkiáltásból eredezteti, amelyet egy apa mondott, mikor lányát a kápolna mellett, virágkoszorúval a fején eltemették.
Getúlio Vargas diktatúrája alatt a németeket elnyomták, a német nyelvet visszaszorították, így a település neve 1938-ban Vale Realra (királyi völgy) változott.

## Története
1851-től kezdtek letelepedni az első német gyarmatosítók, akik főként a Rajna-vidék, Pomeránia, Holstein környékéről érkeztek. 1875-től olaszok is megtelepedtek. A termékeny vidéknek köszönhetően a település nagy léptekkel fejlődött. A mezőgazdaság és kézművesség mellett a kereskedelem is virágzott, és sörfőzde, lepárló is létesült. 1992-ben függetlenedett Feliz községtől és 1993-ban önálló községgé alakult.

## Leírása
Székhelye Vale Real, további kerületei Arroio do Ouro, Canto Krewer, Forqueta Baixa, Morro Gaúcho. A Gaúcho-hegységben helyezkedik el, a Caí folyó völgyében, 94 kilométerre az állam székhelyétől. Gazdaságának nagy részét a szolgáltatások teszik ki, de jelen van a mezőgazdaság (jelentős gyümölcstermesztő – szőlő, mandarin, narancs) és az ipar (kohászat, készruha, kézművesség) is. Egy 2018-as felmérés szerint a társadalmi-gazdasági fejlettségi indexek tekintetében Rio Grande do Sul legfejlettebb községe, országos szinten pedig a 4. helyen van.
Ma is jellemző rá a német kultúra, építészet, hagyományok. Helyi látványosságok a José Octavio Gregory kultúrház és a Casa do Artesão kézműves központ, a Caí-folyón átívelő régi híd, és a Caminho Sabores das Frutas tematikus út.